# Lupionópolis
Lupionópolis è un comune del Brasile nello Stato del Paraná, parte della mesoregione del Norte Central Paranaense e della microregione di Astorga.

## Curiosità
- Nel 2023, il cantautore italiano Peppe Voltarelli ha pubblicato un disco intitolato La grande corsa verso Lupionòpolis.